# مزلجة

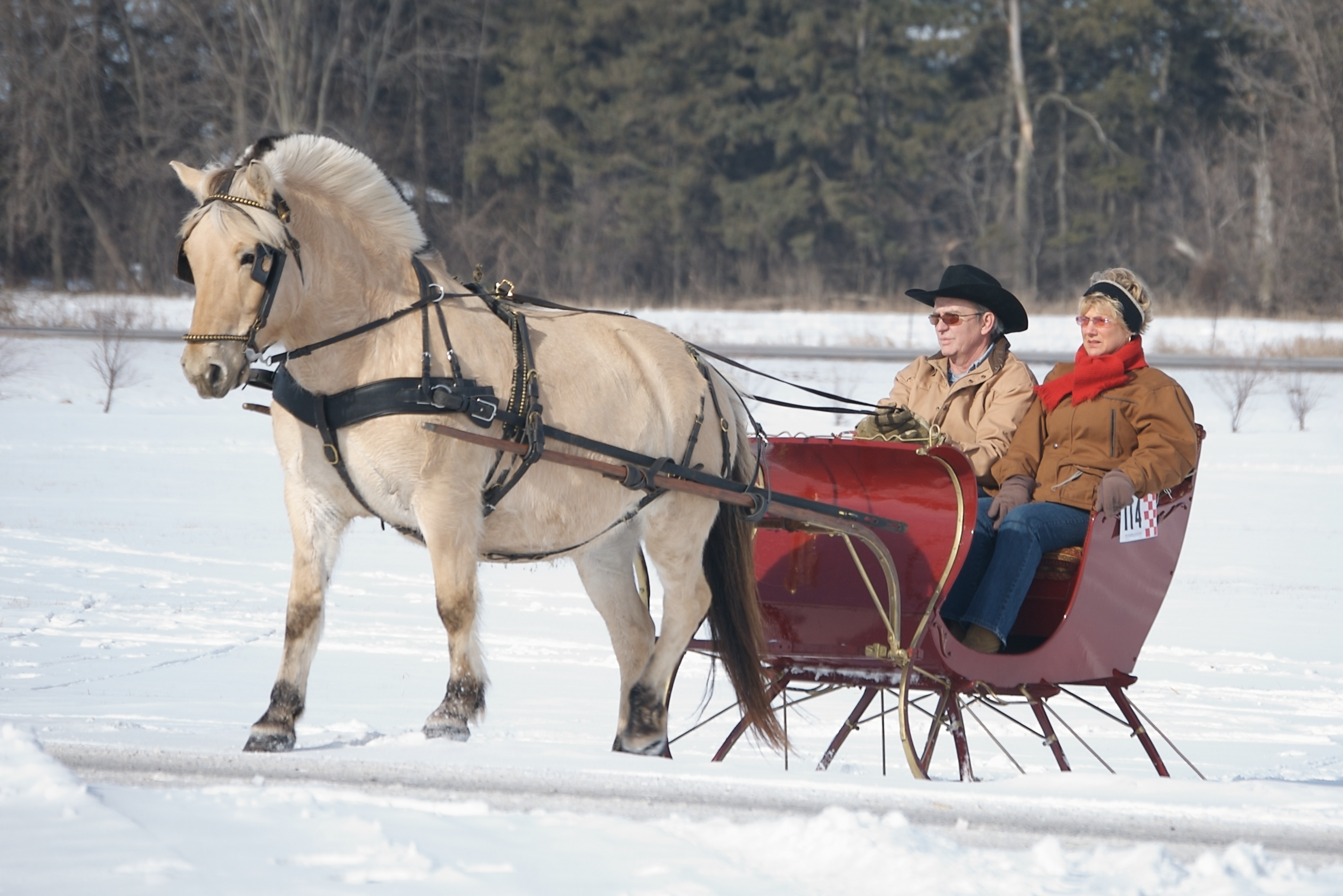
فرس الزقاق الجبلية يجر المزلجة

المِزْلَجة هي مركبة برية ذات جانب سفلي أملس أو ذات هيكل منفصل مدعوم باثنين أو أكثر من نعال المزلجات الطولية والضيقة نسبيًا والملساء التي تتحرك من خلال الانزلاق فوق سطح ما. وتُستخدم معظم المزلجات على الأسطح ذات الاحتكاك المنخفض، مثل الثلج أو الجليد. وفي بعض الحالات، يمكن استخدام المزلجات على الوحل أو الحشائش أو حتى الصخور الملساء. ويمكن استخدامها في نقل المسافرين أو البضائع أو كليهما. وغالبًا ما تعكس ظلال المعنى التي تميز بين المصطلحات الثلاثة الاختلافات الإقليمية بناءً على الاستخدامات التاريخية والمناخ السائد.

## أنواع المزلجات

### مزلجات التزلج الترفيهي

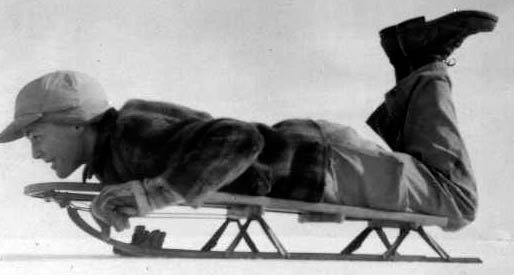
فتى على مزلجة ثلجية، عام 1945

توجد العديد من أنواع المزلجات الترفيهية شائعة الاستخدام والمُصممة للتزلج على التلال الثلجية (التزلج):
- توبوجان، مزلجة طويلة بدون نعال زلاجات، عادةً ما تكون مصنوعة من الخشب أو البلاستيك
- مزلجة صحن الفنجان (saucer)، وهي عبارة عن مزلجة مستديرة ومقوسة مثل العدسات اللاصقة، وهي أيضًا بدون نعال زلاجات وتكون عادةً مصنوعة من البلاستيك أو المعدن
- مزلجة النعال الفولاذ أو فلاير المرن (flexible flyer)، هي مزلجة خشبية قابلة للتوجيه ذات نعال معدنية رفيعة
- مزلجة الدفع بالقدم (kicksled) أو المزودة بكرسي، وهي مزلجة يحركها الإنسان
- المزلجة القابلة للنفخ أو الأنبوب، وهي غشاء لدن يملأ بالهواء للحصول على مزلجة خفيفة الوزن للغاية
- المنزلق الإسفنجي، عبارة عن قطعة مسطحة من الإسفنج المعمّر مزودة بمقابض وجانب سفلي أملس

### مزلجات التزلج التنافسي
تُستخدم أنواع قليلة فقط من المزلجات في رياضة معينة:
- المزلجة الجماعية، هي مركبة ذات هيكل مركّب إيروديناميكي مثبت على نعال خفيفة الوزن
- الزحافات الثلجية والمزلجات الصدرية، وهي مزلجات صغيرة للغاية تكفي شخص أو اثنين مزودة بنعال

توجد أنواع متعددة من المزلجات التي تجرها حيوانات، مثل الرنة أو الجياد أو البغال أو الثيران أو الكلاب.

### مزلجات أخرى

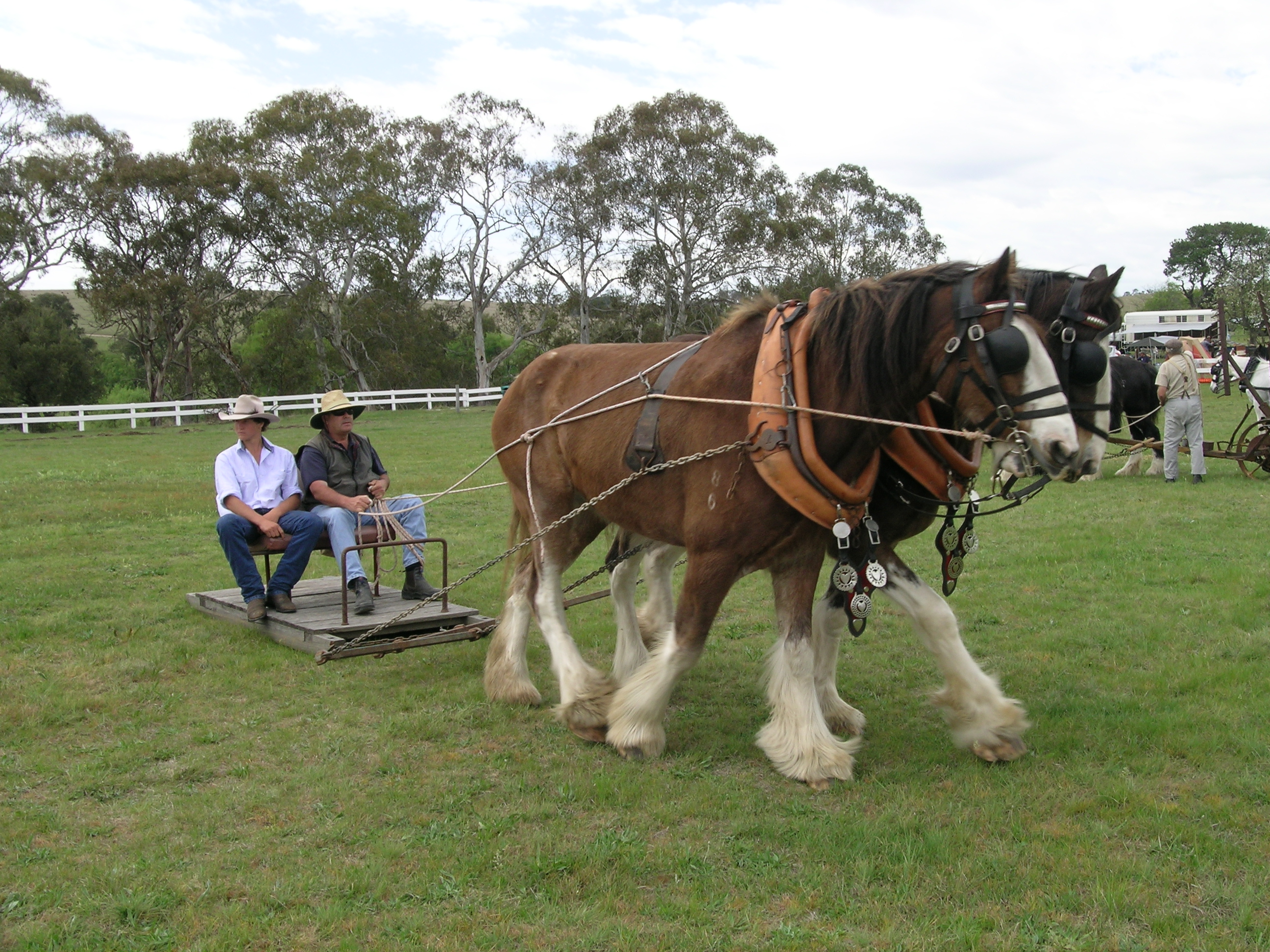
"مركب حجارة" يجرها حصان، مزلجة تُستخدم في منافسة الجر بالجياد، مهرجان الربيع، وولبروك، في نيوساوث ويلز

- اللوحة الهوائية، مزلجة قابلة للنفخ تسع شخصًا واحدًا، تشبه الحوامة
- الترويكا، مركبة تجرها ثلاثة خيول، عادةً ما تكون مزلجة، ولكنها قد تكون أيضًا عربة مزودة بعجلات
- في بعض المناطق، تكون «المزلجة» [3] مصطلحًا عاميًا يُستخدم للإشارة إلى عربة الجليد الآلية
- في المناطق القطبية الشمالية، تم تعديل مزلجة كاموتيك الإنويت بشكل فريد للتنقل على جليد البحر
- أهكيو أو بولكا، وهي مزلجة تقليدية مستخدمة في منطقة لابلاند، يجرها حيوان الرنة في الأصل؛ وقد أصبحت الآن أكثر شيوعًا كمزلجة يجرها الإنسان أو كعربة الجليد الآلية والمستخدمة غالبًا في الرحلات الاستكشافية في المناخ البارد بواسطة فرق الإنقاذ في الجبال ووحدات المناخ البارد العسكرية لنقل المعدات والمؤن والمسافرين
- في منافسات الجر بالمقطورة والشاحنة، وهي ماكينة يتم جرها خلف المركبة وتستخدم قوة الاحتكاك لإيقاف المركبة.[4]
- ترافوا، مزلجة هيكلها على شكل حرف A تستخدم لسحب الأحمال على الأرض، وخاصةً من قبل هنود السهول في أمريكا الشمالية

## الاستخدامات التاريخية
يُعتقد أن شعوب مصر القديمة استخدمت المزلجات بصورة واسعة في تشييد الأماكن العامة، وخصوصًا في نقل المسلات الثقيلة.
وقد تم العثور على المزلجات أثناء التنقيب عن سفينة «الفايكنغ» الأوسبيرج. ولم تكن المزلجات مفيدة في فصل الشتاء فقط، ولكن كان من الممكن جرها فوق الحقول المبتلة والطرق الموحلة وحتى الأرض الصلبة، وذلك إذا ساعدهم المرء من خلال تشحيم النصال بالزيت أو بدلاً من ذلك بلّها بالماء؛ وفي المناخ البارد، سيتجمد الماء ليتحول إلى جليد وستنزلق المزلجات بسلاسة أكبر مع مجهود أقل في سحبها. هذا بالإضافة إلى أن المزلجة كانت قيمتها عالية، لأنها - على عكس المركبات المزودة بعجلات - كانت معفية من الضرائب.
كانت المزلجة التي يجرها الرجال هي وسيلة المواصلات التقليدية في الرحلات الاستكشافية البريطانية للمناطق القطبية الشمالية والأنتاركتيكا في القرن التاسع عشر وأوائل القرن العشرين. بينما كان يستخدم مزلجات الكلاب معظم المستكشفين الآخرين، مثل روال أموندسن. واليوم، يستخدم البعض الطائرات الورقية لسحب المزلجات الاستكشافية في مثل هذه الأحوال الجوية.

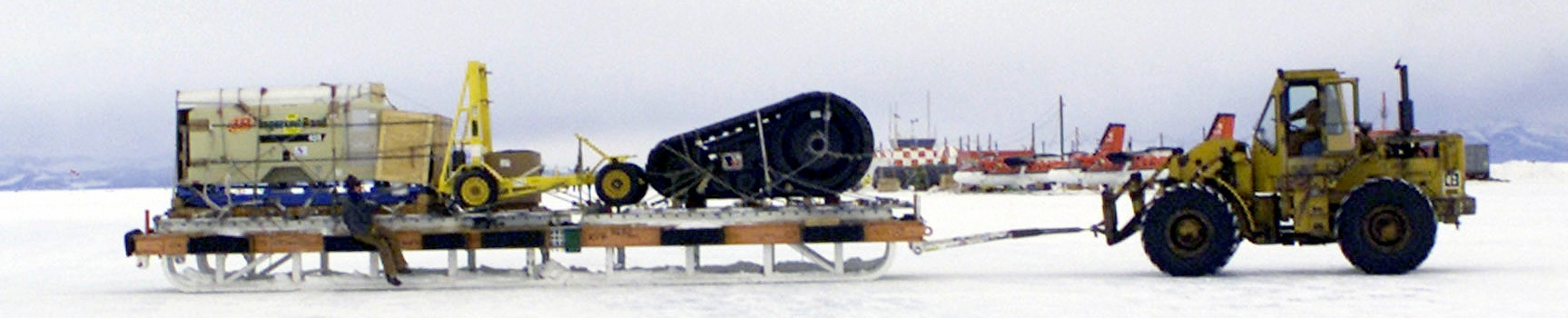
مزلجة نقل بضائع ضخمة تقودها رافعة شوكية من طراز 10K-AT «القابلة للاستخدام مع جميع أنواع الأراضي» في محطة مكموردو في القارة القطبية الجنوبية.

## وصلات خارجية
- North America's Horse Drawn Sleigh Rides نسخة محفوظة 11 فبراير 2020 على موقع واي باك مشين.